# Peter Baker
Peter Baker (Shifnal, Shropshire, 7 oktober 1967) is een Engelse golfprofessional. Hij is 'director of golf' op de The South Staffordshire Golf Club. 
Hij leert al vroeg te golfen op Himley Hall, de 9 holesbaan van zijn vader, en krijgt les van Alex Lyle, de vader van Sandy Lyle. 

## Amateur
Zijn topjaar als amateur is 1985. Hij wint de Brabazon Trophy en speelt namens Groot-Brittannië en Ierland in de Walker Cup.

#### Teams
- Walker Cup: 1985
- St Andrews Trophy: 1986 (winnaars)
- Jacques Leglise Trophy: 1983 (winnaars), 1984 (winnaars), 1985 (winnaars)

## Professional

#### Europese Tour
Eind 1986 wordt Baker professional, hij is dan net 19 jaar. Vijftien jaar lang speelt hij regelmatig op de Europese Tour, waar hij drie overwinningen behaalt. In 1993 bereikt hij de 7de plaats op de Order of Merit. Hij behoudt zijn spelerskaart tot eind 2004, dan volgen twee matige jaren. In 2007 behaalt hij twee overwinningen en mag weer naar de Europese Tour. In 2008 wordt hij 12de op het KLM Open en 9de in Portugal.
- 1987: Rookie of the Year
- 1988: winnaar Benson & Hedges International Open na een play-off tegen Nick Faldo
- 1993: winnaar Dunhill British Masters en Scandinavian Masters
- 1998: 6de bij het TNT Dutch Open op de Hilversumsche.

#### Challenge Tour
- 2007: Credit Suisse Challenge, Open AGF-Allianz Côtes d’Armor Bretagne

#### Elders
- 1990: UAP Under-25s Championship
- 2007: Mauritius Open

#### Teams
- 1993: hij speelt in de Ryder Cup en behaalt 3 van de mogelijke 4 punten, o.a. door Corey Pavin in de singles te verslaan. Desondanks verliest Europa. In 2006 was hij vice-captain onder Ian Woosnam.
- 1994: winnaar Tournoi Perrier de Paris (met David J Russell)
- Alfred Dunhill Cup: 1993, 1998
- World Cup: 1999

## Privé
Baker is getrouwd en heeft twee dochters.